# Урош Петровић (1880)
Урош Петровић (Горњи Милановац, 15. септембар 1880 — Прокупље, 5. децембар 1915) био је српски књижевник.

## Биографија
Рођен је у Горњем Милановцу, од оца Аврама и мајке Персиде. Примљен је за члана Књижевног клуба још као матурант и тада почиње да објављује критике. Завршио је Велику школу у Београду 1902, а 1907. докторирао на Сорбони у Паризу. Од 1908. је доцент француске књижевности на Универзитету у Београду.
Др Миодраг Ибровац је о њему написао: „Био је песник разума и сматран једним од најинтелигентнијих Срба свога времена. Није стигао да иза себе остави дебеле књиге.“
Умро је за време 1. светског рата у Прокупљу, приликом повлачења српске војске према Албанији.

## Дела
- За сваки дан (мисли, доживљаји душе), 1926.[1]